# Hillsdale (New Jersey)
Hillsdale è un comune degli Stati Uniti d'America, situato nello stato del New Jersey, nella contea di Bergen.